# Cụm tập đoàn quân Ostmark
Cụm tập đoàn quân Ostmark (tiếng Đức: Heeresgruppe Ostmark) là một đơn vị tác chiến chiến lược cấp cụm tập đoàn quân của Đức Quốc Xã hoạt động trong giai đoạn cuối của chiến tranh thế giới thứ hai.

## Chỉ huy

### Tư lệnh
| No. | Chân dung           | Họ tên                                        | Nhậm chức          | Rời chức           | Thời gian tại nhiệm |
| --- | ------------------- | --------------------------------------------- | ------------------ | ------------------ | ------------------- |
| 1   | Dr. Lothar Rendulic | Generaloberst Dr. Lothar Rendulic (1887–1971) | 2 tháng 4 năm 1945 | 8 tháng 5 năm 1945 | 36 ngày             |